# Richard-Strauss-Institut

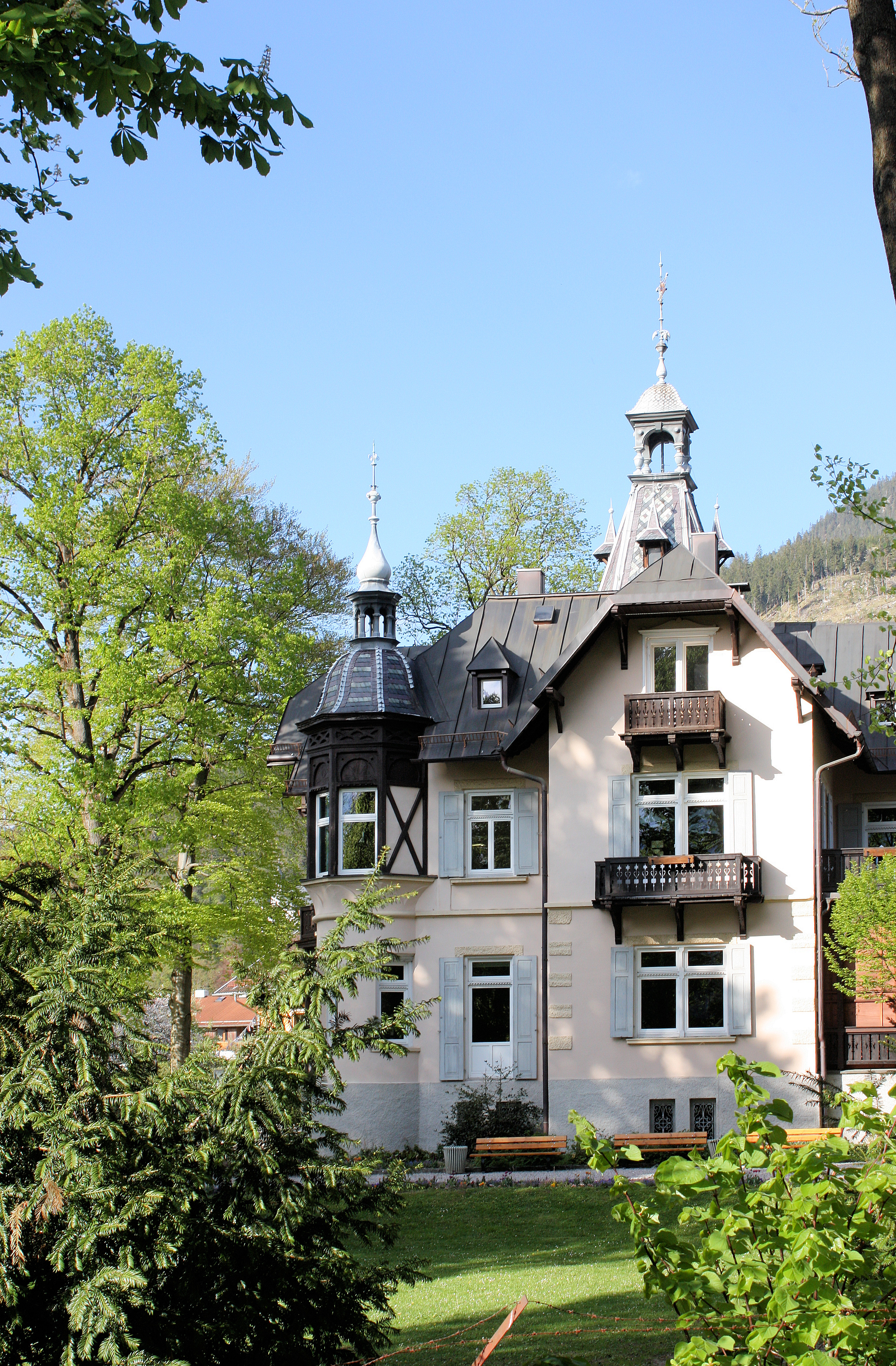
Das Richard-Strauss-Institut im Ortsteil Partenkirchen.

Das Richard-Strauss-Institut (RSI) ist ein musikwissenschaftliches Forschungsinstitut, Komponistenmuseum und Konzertveranstaltungsbetrieb im oberbayerischen Markt Garmisch-Partenkirchen.

## Allgemeines
Das Richard-Strauss-Institut in Garmisch-Partenkirchen ist mit seinen vier Arbeitsbereichen Forschungsinstitut, Ausstellungsbetrieb, Saisonkonzerte und Richard-Strauss-Festival ein zentraler Kulturträger der Marktgemeinde und des Landkreises. Das Institut beherbergt eine musikwissenschaftliche Präsenzbibliothek und ein eigenes Archiv, zu dem u. a. eine umfangreiche Dokumentation über Aufführungen von Strauss-Opern und der Teilnachlass des Komponisten Hermann Bischoff (1868–1936) gehören. Das RSI arbeitet außerdem eng mit der Erbengemeinschaft Richard Strauss zusammen, die im Besitz des Privatarchivs Richard-Strauss-Archiv (RSA) mit den Nachlässen von Richard und Franz Strauss (1822–1905) ist und den Institutsmitarbeitern dessen wissenschaftliche Nutzung und Betreuung gestattet. Als Anlaufstelle für Fragen rund um den Komponisten Richard Strauss (1864–1949) steht das RSI in Kontakt mit Musikern, Musikforschern, Musikhochschulen, Universitäten und Opernhäusern auf der ganzen Welt.
Der Ausstellungsbetrieb des Richard-Strauss-Instituts bietet der Öffentlichkeit eine kleine multimediale Dauerausstellung zum Komponisten. Im Bereich der Saisonkonzerte betreut das Institut einerseits eine Konzertreihe von regelmäßigen Sinfoniekonzerten im Ort, die in Kooperation mit den Münchner Symphonikern im Kongresshaus Garmisch-Partenkirchen abgehalten werden. Andererseits betreut das RSI eine Kammermusikreihe, die im Konzertsaal des Instituts stattfindet. Außerdem richtet das RSI das jährlich im Juni stattfindende Richard-Strauss-Festival aus.

## Institutsgebäude
Das Richard-Strauss-Institut ist in der Villa Christina im Ortsteil Partenkirchen untergebracht. Das Gebäude wurde 1893 vom Mannheimer Zigarrenfabrikanten Georg Ludwig Mayer-Doss (1847–1919), dem Vater von Martha Haushofer, errichtet. Mayer-Doss war außerdem ein Cousin des bedeutenden Dirigenten und Münchner Generalmusikdirektors Hermann Levi (1839–1900), der ein häufiger Gast gewesen war und sich ebenfalls in Partenkirchen eine Villa (Haus Riedberg) errichten ließ. Nachdem die Villa Christina in den Besitz der Marktgemeinde Garmisch-Partenkirchen übergegangen war, nutzte diese sie als Kurhaus. Vor der Unterbringung des Richard-Strauss-Instituts wurden Umbaumaßnahmen an der historischen Villa vorgenommen, im Zuge derer die Loggia des Hauses geschlossen und ein Konzertsaal eingerichtet wurde.

## Geschichte
Nachdem es bereits seit den 1960er Jahren wiederholt zu Forderungen nach einem Strauss-Forschungsinstitut mit Sitz in München gekommen war, wurde das Richard-Strauss-Institut 1982 als städtische Institution in München gegründet. Einen entscheidenden Impuls hierzu gab der damalige Generalmusikdirektor der Bayerischen Staatsoper und Vorsitzender der Richard-Strauss-Gesellschaft, Wolfgang Sawallisch. Die personelle, räumliche und finanzielle Ausstattung des Instituts erlaubte es allerdings nicht, die ambitionierten Aufgaben des RSI in vollem Umfang zu erfüllen. Infolgedessen wurden ab 1997 Überlegungen angestellt, das Richard-Strauss-Institut von München nach Garmisch-Partenkirchen zu transferieren. Die öffentliche Wahrnehmung von Garmisch-Partenkirchen als ein zentraler Ort für Richard Strauss hatte vor allem seit den späten 1980er Jahren deutlich zugenommen. Eine Rolle bei der wachsenden Bewusstseinsbildung spielten nicht nur der Richard-Strauss-Platz im Ortszentrum und ein 1989 dort errichteter Richard-Strauss-Brunnen, sondern auch das im gleichen Jahr erstmals unter dem Titel „Richard-Strauss-Tage“ veranstaltete Festival als jährlicher kultureller Höhepunkt im Konzertleben des Ortes. Insbesondere aber spricht die Tatsache, dass die 1908 fertiggestellte Villa Strauss des Komponisten das Richard-Strauss-Archiv beherbergt, für Garmisch-Partenkirchen als optimaler Standort für das Richard-Strauss-Institut.
Das RSI wurde als ein Kommunalamt der Marktverwaltung Garmisch-Partenkirchen eingerichtet, die auch die Trägerschaft übernahm und gemeinsam mit dem Bayerischen Staatsministerium für Wissenschaft und Kunst die Mittel für den laufenden Institutsbetrieb bereitstellt. Das Richard-Strauss-Institut nahm Anfang September 1998 einen provisorischen Betrieb auf einem ehemaligen Kasernengelände auf, wo es bis zur Unterbringung in der Villa Christina blieb. Am 50. Todestag des Komponisten, dem 8. September 1999 wurde das RSI in diesem historischen Gebäude neueröffnet.